# Pinheiros (kommun)
Pinheiros är en kommun i Brasilien.   Den ligger i delstaten Espírito Santo, i den sydöstra delen av landet, 900 km öster om huvudstaden Brasília. Antalet invånare är 23 891. Arean är 973 kvadratkilometer.
Terrängen i Pinheiros är platt.
Omgivningarna runt Pinheiros är huvudsakligen savann. Runt Pinheiros är det ganska glesbefolkat, med 26 invånare per kvadratkilometer.